# Allenbatrachus reticulatus
Allenbatrachus reticulatus är en fiskart som först beskrevs av Steindachner, 1870.  Allenbatrachus reticulatus ingår i släktet Allenbatrachus och familjen paddfiskar. Inga underarter finns listade i Catalogue of Life.